# Rhinau
Rhinau (Rheinau in tedesco e Rhinài in alsaziano) è un comune francese di 2 670 abitanti situato nel dipartimento del Basso Reno nella regione Grand Est.

## Società

### Evoluzione demografica
Abitanti censiti